# Менендес, Хонатан
Хонатан Диего Менендес (исп. Jonathan Diego Menéndez; род. 5 марта 1994, Буэнос-Айрес) — аргентинский футболист, нападающий греческого клуба «Кифисья».

## Биография
Менендес — воспитанник клуба «Чакарита Хуниорс». 5 июня 2011 года в матче против «Бока Унидос» он дебютировал в Примере Насьональ. В начале 2012 года Хонатан подписал контракт с дублирующей командой испанской «Севильи». В испанском третьем дивизионе он провёл три сезона, но так и не дебютировал за основную команду. В начале 2015 года Менендес на правах свободного агента вернулся в «Чакарита Хуниорс». 11 августа в матче против «Феррокарриль Оэсте» он забил свой первый за родную команду.
Летом 2016 года Хонатан перешёл в «Тальерес». 17 сентября в матче против «Колона» он дебютировал в аргентинской Примере. 15 октября в поединке против «Сан-Мартин Сан-Хуан» Менендес забил свой первый гол за «Тальерес».
В начале 2018 года Хонатан перешёл в «Индепендьенте». Сумма трансфера составила 2,5 млн евро.
В августе 2018 года Менендес отправился в аренду в катарский «Эр-Райян» на один сезон за $500 тыс. с опцией выкупа за $3,5 млн.
В июле 2019 года Менендес вернулся на правах аренды в «Тальерес» в качестве компенсации за переход в «Индепендьенте» Себастьяна Паласиоса.
29 мая 2021 года Менендес перешёл в клуб MLS «Реал Солт-Лейк», подписав трёхлетний контракт. В главной лиге США он дебютировал 24 июля в матче против «Колорадо Рэпидз», выйдя на замену во втором тайме. 4 сентября в матче против «Далласа» он забил свой первый гол за РСЛ, а также отдал голевую передачу.
12 июля 2022 года Менендес отправился в аренду в «Велес Сарсфилд» сроком на один год с возможностью пролонгации ещё на шесть месяцев и с правом выкупа. 4 февраля 2023 года «Реал Солт-Лейк» и «Велес» договорились о досрочном прекращении аренды Менендеса, и 5 февраля он отправился в аренду в «Ньюэллс Олд Бойз» до конца календарного года. 3 июля 2023 года Менендес и «Реал Солт-Лейк» расторгли контракт по обоюдному согласию сторон.
5 июля 2023 года Менендес присоединился к клубу чемпионата Греции «Арис», подписав однолетний контракт с возможностью продления ещё на два года. В конце января 2024 года контракт Менендеса с «Арисом» был расторгнут по обоюдному согласию сторон, в феврале Менендес перешёл в «Кифисью».
Брат-близнец Науэль — также футболист.